# Reincorporación de Tacna al Perú
La Reincorporación de Tacna al Perú fue un suceso desarrollado el 28 de agosto de 1929 en donde parte de la provincia de Tacna fue devuelta por Chile al Perú de acuerdo al Tratado de Lima, medio siglo después de ser tomada durante la guerra del Pacífico. Desde entonces se celebra como una fiesta patriótica, cada 28 de agosto de cada año.

## Tratado de Lima
Luego de la firma del Tratado de Ancón en octubre de 1883, las provincias de Tacna y Arica pasaron a la administración chilena por el término de diez años contados a partir de la ratificación del mismo por los Congresos de ambos países, lo que se produjo en 1884. Luego de ese plazo, un plebiscito decidiría qué país obtenía el dominio de ambas provincias, proceso que se llamó la Cuestión de Tacna y Arica. Sin embargo, a partir de 1910, las autoridades de ocupación habían iniciado en la zona una campaña de chilenización que agravó las relaciones diplomáticas y tuvo una gran oposición civil. Finalmente, el plebiscito nunca se realizó sino que se suscribió  el Tratado de Lima el 3 de junio de 1929, que devolvió la provincia de Tacna de 8678 km² al Perú, mientras que Arica de 15351 km² quedó en poder de Chile.

## Antecedentes 1929

### Días previos

Situación del territorio del departamento de Tacna moderno bajo soberanía chilena.

- 4 de junio: se recibe la noticia del Tratado de Lima en Tacna.
- 21 de julio: se inicia el retiro de los ciudadanos chilenos en Tacna hacia Arica.
- 28 de julio: se promulga en Chile el Tratado de Lima.
- 28 de julio: parte de Tarata el regimiento Húsares de Junín al mando de Coronel Ricardo Luna y el Comandante Carlos Beytía.
- 1 de agosto: el gobierno peruano decreta la organización política y judicial del Departamento de Tacna y destina fondos para ello.[2]
- 6 de agosto: se publica en el Diario Oficial de Chile el tratado para su cumplimiento.
- 14 de agosto: se forma en Lima el "Destacamento Tacna" de la Guardia Civil con tres compañías al mando de los capitanes Guillermo Zavala Ituchetegui, Estanislao Matta Delfín y Justo Frías Zeballos.[3]
- 21 de agosto: parte del Callao a Arica la nave Mantaro con toda la delegación peruana que iba a recibir Tacna. Allí viajaban policías, profesores, funcionarios y empleado públicos del gobierno peruano para Tacna. Aparece el diario "La Patria" editado por Raquel Delgado de Castro. Este se imprime las oficinas del fotógrafo Castillo.
- 26 de agosto: el diario chileno El Pacífico dejó de circular.

### 27 de agosto
Los periodistas se encuentran en el muelle de Arica desde tempranas horas para esperar a la delegación peruana. Al mediodía del 27 de agosto de 1929 llega a Arica el vapor "Mantaro" con los funcionarios para Tacna. Los primeros en bajar son los integrantes de la comisión peruana liderados por Pedro José Rada y Gamio, quienes son recibidos por representantes chilenos y ariqueños peruanos.

[...] pero había otros rostros, caras en las que se leia la angustia de no ser para ellos esta llegada, de no ser para ellos esta visita de redención. Si, los hermanos de Arica.
Corresponsal de "La Prensa" de Lima. 27 de agosto de 1929

La comitiva peruana se embarca en el tren en Arica y llega a Tacna a las 5pm, donde son recibidos en la estación del ferrocarril con vivas a Tacna, al Perú y a Leguía. A las 17:00 horas, procedente de Tarata, ingresa a Tacna el "Husares de Junín" por la calle Alto Lima. A las 23:00 horas el Destacamento Tacna de la guardia civil arriba al cuartel de policía "El Escuadrón" donde el capitán Guillermo Zavala Ituchetegui recibe el cuartel. Para las 01:00 horas del 28 de agosto son relevados los últimos 5 carabineros chilenos, quienes se retiran a un retén en Caramolle y luego partirían hacia Arica.

### 28 de agosto
La ciudad de Tacna amanece embanderada y se reúnen en las calles pobladores de Calana, Pachia, Sama, Locumba, Ilabaya, Candarave y Tarata. Los pobladores se concentran en el Paseo Cívico y en el Pasaje Vigil, llevando escarapelas y cintas rojiblancas. 
Las delegaciones de Perú y Chile se reúnen en la casa donde funcionaba la Comisión Jurídica que iba a realizar el plebiscito en 1926, llamada Casa Jurídica.

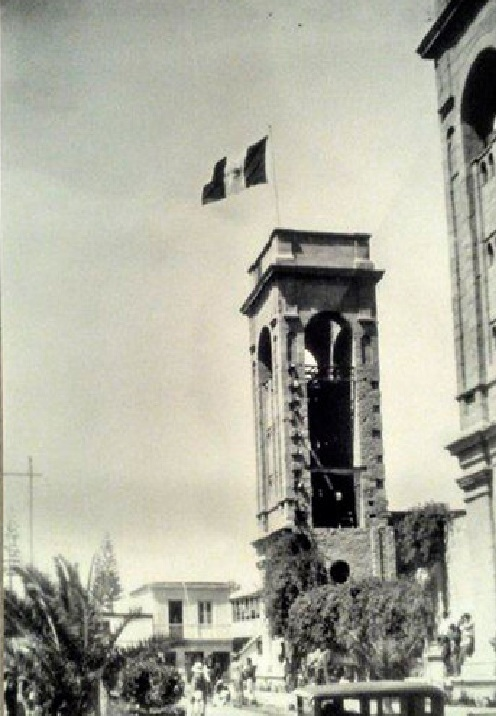
Bandera peruana en la catedral de Tacna.

A las 14:00 horas en la Casa Jurídica, los delegados peruanos, Pedro José Rada y Gamio, General José Ramón Pizarro, Arturo Núñez Chávez, Blondell ,Ángel Gustavo Cornejo y Monseñor Mariano Holguín y los delegados de Chile, Gonzalo Robles y Alberto Serrano, quienes firman el "Acta de entrega de Tacna"; la reunión termina a las 15:00 horas. A esa misma hora la policía al mando del Capitán Estanislao Matta Delfín inicia el patrullaje de la ciudad. Luego de aquel acto; reunidos en el Pasaje Vigil, Pedro José Rada y Gamio pronuncia un discurso sobre la entrega de Tacna. La comitiva oficial y los pobladores parten del pasaje Vigil con dirección al Paseo Cívico.
En el Paseo Cívico se ubicaron miles de tacneños deseosos de presenciar la llegada de los delegados chilenos y peruanos que iban a suscribir el Acta de entrega y el izamiento del pabellón nacional en la prefectura, pero al encontrase el asta malograda; al darse cuenta la multitud de este percance el tacneño Edgar Empson sube a la Catedral de Tacna para izarla en la torre izquierda. Luego, la banda del Regimiento de Caballería "Húsares de Junín" del Ejército del Perú, procedió a tocar el Himno Nacional del Perú. También emite su discurso Monseñor Holguin, seguido del repique de campanas. Se continúa con el desfile con la participación de los Húsares de Junín, la Guardia Junín y las fuerzas policiales.
A las 17:00 horas se toma juramento al nuevo alcalde de Tacna Armando Vargas Blondell, también juramenta el presidente de la Corte de Justicia: Carlos A. Téllez y el prefecto Federico Fernandini Muñoz. El día termina con una cena de los delegados y las nuevas autoridades.
Con la firma del documento declaratorio y los discursos de rigor, todo estaba oficializado; solo quedaba el festejo y la algarabía de los presentes. Miles de peruanos victoreaban y no cesaban de cantar el himno nacional. La emoción embargaba a todos, autoridades y pueblo en general.
Mientras tanto, en Lima se realizaban desfiles militares en el antiguo hipódromo de Santa Beatriz, como parte de las celebraciones.

### Días posteriores
- Durante los siguientes días se crearon 15 escuelas y 3 Colegios Nacionales.[8]
- El 18 de octubre de 1929 se crea el club de fútbol Coronel Bolognesi.
- Durante el gobierno de Juan Velasco Alvarado se declara el 28 de agosto como "Día Cívico". El compositor Eduardo Pérez Gamboa realiza una melodía alusiva a la fecha.

Tacneños, ¡Somos Libres! muy ufanos podemos cantar. Somos libres, redimidos retornamos al materno lar. Entonando el ¡somos Libres! hoy la patria nos vuelve a abrazar.
Eduardo Pérez Gamboa. Himno al 28 de agosto

Así la última semana de agosto se celebra las fiestas de Tacna, el 27 es la Ofrenda de la Juventud y el 28 el Homenaje a la Mujer Tacneña y la Procesión de la Bandera. Culmina el 30 de agosto con el día de Santa Rosa de Lima.

## Actualidad
Cada 27 de agosto, se celebra el Día de la Defensa Nacional, que es una jornada de carácter cívico-laborable,  homenaje a la reincorporación de Tacna al territorio peruano.
El primer viernes de cada agosto se celebra el Día de la Polka Tacneña. El 21 de octubre de 2014, el Consejo Regional aprobó la ordenanza regional al cual declara que cada tercer domingo de agosto se celebre el Día del Picante a la Tacneña. 

El aniversario de la Reincorporación de Tacna de cada año, permite la realización de múltiples actividades cívico-patrióticas, culturales y sociales, una de ellas es el Festival de Polka Tacneña al ritmo de la polka "Tacna Hermosa" compuesta por Omar Zilbert Salas y Eduardo Pérez Gamboa (música) en 1947, realizadas en fechas aproximadas a la reincorporación; la realización de actividades y eventos programados en la Feria Internacional de Tacna (FERITAC), el embanderamiento de la ciudad, desfiles cívico-militar, el homenaje a la mujer tacneña y la procesión de la bandera.

### Procesión de la Bandera
La Procesión de la Bandera es una ceremonia cívico militar realizada en la ciudad de Tacna el día 28 de agosto de todos los años con la finalidad de conmemorar la fecha en que la provincia de Tacna se reincorporó al Perú luego del periodo de ocupación chilena bajo el que estuvo por casi medio siglo (1880-1929) como consecuencia de la Guerra del Pacífico.